# Electrorrecepción
La electrorrecepción es una capacidad biológica para recibir y hacer uso de los impulsos eléctricos. Es mucho más común en criaturas acuáticas, ya que el agua es mejor conductor eléctrico que el aire. La electrorrecepción es usada principalmente para la habilidad de usar los campos eléctricos para localizar objetos y ubicarse en el espacio.

## Mecanismo
Muchos peces tienen un sentido de electrorrecepción, el cual estaría asociado al sistema de la línea lateral. Este sentido opera en dos modalidades: activa y pasiva.

### Electrorrecepcion pasiva
En la electrorrecepción pasiva el animal detecta los débiles campos eléctricos generados por otros animales. Los animales que usan la electrorrecepción pasiva incluyen los tiburones y las rayas.

## Electrorrecepción en elasmobranquios
Los tiburones y las rayas dependen mucho de la electrolocalización en las etapas finales de sus ataques, como se puede demostrar por la gran respuesta de alimentación causada por los campos eléctricos similares a los de sus presas. Los tiburones son los animales conocidos más sensibles eléctricamente, respondiendo a campos de corriente continua (DC) tan bajos como 5nV/cm.
Los sensores de los tiburones a los campos eléctricos son llamados ampollas de Lorenzini. Consisten en células electrorreceptoras conectadas al agua marina a través de poros en sus hocicos y otras zonas de la cabeza. Un problema con los primeros cables telegráficos submarinos fue el daño causado por los tiburones que sentían los campos eléctricos producidos por estos cables. Es posible que los tiburones usen los campos magnéticos terrestres para navegar por los océanos usando este sentido.
Un estudio reciente ha sugerido que los mismos genes que contribuyen al sentido de electrorrecepción en tiburones podrían ser responsables de al menos una parte del desarrollo facial en humanos.

## Electrorrecepción en otros organismos
La anguila eléctrica (un pez eléctrico fuerte), junto con su habilidad de generar choques eléctricos de alto voltaje, usan pulsos de bajo voltaje para navegación y percepción de sus presas en aguas turbias. Esta habilidad es compartida con otros Gymnotiformes.
Los monotremas son los únicos mamíferos conocidos que usan electrorrecepción. Dentro de estos, los
ornitorrincos tienen el sentido más agudo. El ornitorrinco puede usar su electrorrecepción en conjunto con sensores táctiles (presión) para poder determinar la distancia a su presa, basándose en el retraso entre la llegada de señales eléctricas y cambios de presión dentro del agua.